# 4،1-حلقي الهكساديين
4,1-حلقي الهكساديين هو مركب كيميائي عضوي من مجموعة المركبات الحلقية غير المشبعة؛ حيث يتألف من حلقة سداسية حاوية على رابطتين مضاعفتين، وهو مصاوغ لـ 3،1-حلقي الهكساديين.

## التحضير
يحضر مركب 4,1-حلقي الهكساديين من البنزين بواسطة تفاعل اختزال بيرتش؛ وذلك باستخدام فلز قلوي مثل الصوديوم أو الليثيوم في وسط من الأمونيا بوجود رابعي البوتانول أو كلوريد الأمونيوم.
في حين أن تفاعل التحضير من تفاعل حذف يجرى على مركب 4,1-ثنائي برومو حلقي الهكسان يعطي الشكل المصاوغ 3,1-حلقي الهكساديين؛ والذي يعد أكثر ثباتاً بسبب ترافق الروابط المضاعفة فيه.

## الخواص
يعد المركب 4,1-حلقي الهكساديين أقل ثباتاً من مصاوغه 3،1-حلقي الهكساديين وذلك بمقدار 8.5 كيلوجول/مول. يسهل أكسدة المركب إلى حلقة البنزين، وبالتالي الحصول على نظام عطري أكثر استقراراً.

## اقرأ أيضاً
- حلقي الهكسين